# Mequinez-Tafilalet
Mequinez-Tafilalet (en francés: Meknès-Tafilalet, en árabe: مكناس تافيلالت) fue hasta 2015 una de las dieciséis regiones en que estaba organizado Marruecos. Su capital era Mequinez.
La región se situaba en el norte del país. Al norte limitaba con Garb-Chrarda-Beni Hsen, al nordeste con Fez-Bulmán, al este con la región Oriental, al sur con Argelia, al suroeste con Sus-Masa-Draa, al oeste con Tadla-Azilal y Chauía-Uardiga, y al noroeste con Rabat-Salé-Zemur-Zaer.
Contaba con un total de 2.119.000 habitantes repartidos en 79.210 km².

## Subdivisiones
La región se dividía en seis provincias:
- Prefectura de Mequinez.
- Provincia de El Hayeb.
- Provincia de Ifrane.
- Provincia de Jenifra.
- Provincia de Errachidía.
- Provincia de Midelt.[3]